# Подґуже-Парцеле
Подґуже-Парцеле (пол. Podgórze-Parcele) — село в Польщі, у гміні Мала Весь Плоцького повіту Мазовецького воєводства.
Населення — 206 осіб (2011).
У 1975-1998 роках село належало до Плоцького воєводства.

## Демографія
Демографічна структура станом на 31 березня 2011 року:
|          | Загалом | Допрацездатний вік | Працездатний вік | Постпрацездатний вік |
| -------- | ------- | ------------------ | ---------------- | -------------------- |
| Чоловіки | 105     | 26                 | 66               | 13                   |
| Жінки    | 101     | 21                 | 53               | 27                   |
| Разом    | 206     | 47                 | 119              | 40                   |